# Bolaji Badejo
Bolaji Badejo (* 23. August 1953 in Lagos, Nigeria; † 22. Dezember 1992 ebenda) war ein nigerianischer ehemaliger Kunststudent und Schauspieler, der durch seine Rolle als namensgebendes Alien im Film von Regisseur Ridley Scott bekannt wurde.
Als Design-Student in London lebend, wurde er aufgrund seiner ungewöhnlichen Statur – er hatte eine Körpergröße von 2,08 Metern und war dabei recht schlank – von Mitarbeitern des Scottschen Produktionsteams in einer Bar angesprochen und für den Film Alien – Das unheimliche Wesen aus einer fremden Welt als Darsteller des titelgebenden Außerirdischen verpflichtet.
Neben dem Stuntman Eddy Powell war der hochgewachsene Badejo der eigentliche Darsteller, der für die Dreharbeiten im Kostüm des Alienmonsters steckte und für den nach den Entwürfen des Schweizer Künstlers HR Giger zu Alien alle Latexabgüsse in den Londoner Shepperton Studios hergestellt wurden.
Badejo starb 1992 an Sichelzellenanämie.